# قطعاً، شاید
قطعاً، شاید (به انگلیسی: Definitely, Maybe) فیلمی کمدی، رمانتیک محصول کشورهای انگلستان، آمریکا و فرانسه به کارگردانی آدام بروکس و بازی لیان بالابان، رایان رینولدز، آیلا فیشر، ریچل وایس، ابیگیل برسلین، الیزابت بنکس و کوین کلاین است که در سال ۲۰۰۸ اکران شد.

## داستان
فیلم داستان پدر یک دختر ۱۰ ساله است که از همسرش جدا شده و به اصرار دختر خاطرات زندگی زناشویی خود را برای او بازگو می‌کند.